# Тайные приключения Тома Тама
«Та́йные приключе́ния То́ма Та́ма» (англ. The Secret Adventures of Tom Thumb) — анимационный фильм режиссёра Дэйва Бортуика, вышедший в 1993 году. Картина совмещает игру живых актёров, снятую в технике пиксиляции, с кукольной мультипликацией.

## Сюжет
Спокойная жизнь семьи в которой родился и воспитывается ребёнок аномально маленького роста прерывается, когда его отбирают у родителей и отправляют в исследовательскую лабораторию. Мальчик-с-пальчик бежит оттуда и встречает колонию людей такого же маленького роста. Один из них помогает мальчику найти отца и вернуться домой, однако, по дороге родителя убивают в драке. Мальчик-с-пальчик со своим другом проникают в лабораторию и уничтожают её сердце.

## В ролях
- Ник Аптон — отец
- Дебора Коллар — мать
- Фрэнк Пэссингхем
- Джон Скофилд
- Майк Гиффорд — женщина в баре
- Роберт Хит
- Джордж Брандт

## Награды
- 1993 — премия «Мария» Международного Кинофестиваля в Каталонии за лучшую режиссуру[4];
- 1994 — награда лучшему режиссёру и приз критики фестиваля Fantasporto в Порту;
- 1994 — приз за лучшую анимацию Международного кинофестиваля в Сан-Франциско;
- 1994 — британская кинопремия Evening Standard за лучшее техническое достижение (Дэйв Бортуик и Ричард Хатчисон)[5]
- 1995 — гран-при и приз зрительских симпатий на кинофестивале Mediawave в Дьёре[6]

## Критика
Средняя оценка фильма, выведенная агрегатором рецензий Rotten Tomatoes на основании 5 рецензий, составила 80 %.
Британское издание The Telegraph включило «Тома Тамба» в список 50 самых недооценённых фильмов.